# Ten Sharp
Ten Sharp est un groupe néerlandais de sophisti-pop et pop rock.
Le groupe, formé par Marcel Kapteijn et Niels Hermes en 1982, est notamment connu pour la chanson You, qui rencontre le succès dans plusieurs pays européens, notamment en France, en Norvège et en Suède, où elle atteint la première position en 1992.

## Histoire

### Formation et débuts (1982–1984)
En 1982, le chanteur Marcel Kapteijn (né le 17 septembre 1956) et claviériste Niels Hermes (né le 19 mars 1955), originaires de la ville de Purmerend, dans la Hollande-Septentrionale, forment le groupe Streets. Le groupe est formé à l'occasion du concours de groupes De grote prijs van Nederland (« Le grand prix des Pays-Bas »). Influencés par le groupe de rock irlandais Thin Lizzy, ils ont commencé à écrire des chansons rock symphoniques et ont joué principalement à Purmerend et dans les environs. Le premier concert a eu lieu au festival Hutspop le 3 mars 1982. À l'époque, le groupe est composé de Marcel Kapteijn au chant et à la guitare, Niels Hermes aux claviers et Martin Boers à la guitare, Ton Groen à la basse et Joop van de Berg à la batterie. Pendant l'été 1982, Van de Berg est remplacé par Wil Bouwes du groupe Neon Graffiti. Cette composition du groupe se maintient jusqu'en 1987.
En février 1984, le groupe enregistre une maquette qui suscite l'intérêt de la maison de disques CBS Records. Six mois plus tard, ils enregistrent trois chansons au studio Spitsbergen ainsi qu'une maquette de When the Snow Falls. La sortie d'un premier single est sur le point de se concrétiser lorsque CBS découvre qu'un groupe avec le nom Streets existe déjà aux États-Unis et change le nom du groupe en Ten Sharp,.

### Premiers singles (1984–1990)
Le premier single When the Snow Falls sort en 1984 et reçoit un succès d'estime atteignant la 50e place du Nationale Hitparade et le tipparade du Top 40 néerlandais,, tandis que son successeur, Japanese Lovesong atteint la 30e place du Top 40.
Malgré cela, le groupe part en tournée et propose deux nouveaux singles, Last Words, qui reste classé dans le tipparade du Top 40 néerlandais, et Way of the West, qui ne parvient pas à se faire une place dans les charts. Leur maison de disques CBS Records est déçu de ce dernier titre et met fin au contrat du groupe[réf. nécessaire]. Le 17 octobre 1987, Ten Sharp se produit pour la dernière fois en tant que quintette et se met en pause. Niels Hermes et Ton Groen poursuivent de leur côté l'écriture de chansons pour d'autres artistes tandis que Marcel Kapteijn enregistre des maquettes, avant de se laisser convaincre par Niels Hermes de le rejoindre pour relancer Ten Sharp en duo.

### Under the Water-LineetYou(1990–1992)
Des responsables du label Sony Music écoutent les maquettes enregistrées, dont un morceau qui devient l'immense succès You quelques années plus tard, Sony est convaincu du potentiel commercial de Ten Sharp. En 1990, le groupe commence à préparer la sortie de son premier album, Under the Water-Line. L'album est sorti le 13 avril 1991, accompagné du single You qui devient rapidement un succès aux Pays-Bas, tout comme l'album.
Le titre entre dans les charts internationaux, notamment en France, en Suède et en Norvège, en Suisse, en Irlande, en Autriche,en Allemagne, en Grande-Bretagne et en Belgique. Avec plus de 18 millions de singles écoulés depuis sa sortie, You devient le plus grand succès de Ten Sharp. Un nouveau single extrait du même album, Ain't My Beating Heart, ne parvient pas a hisser le groupe au même niveau de vente que le tube You.
En 1992, le groupe obtient le prix Conamus Export pour son succès à l'international.

### The Fire Insideet albums successifs (1992–2003)
Les musiciens repartent en studio à l'automne 1992 pour enregistrer le deuxième album The Fire Inside. L'album sort en mai 1993, accompagné du single Dreamhome (Dream On) qui entre dans les hit-parades néerlandais. Les singles suivants Rumours in the City et Lines on Your Face rencontrent un succès modeste. En 1994 et 1995, Hermes, Kapteijn et Groen partent en tournée avec quatre autres musiciens : d'abord en salle, puis dans des festivals majeurs comme le World Liberty Concert à Arnhem, Parkpop à La Haye ou l'Uitmarkt à Amsterdam. La coopération connait un tel succès qu'il est décidé d'enregistrer un troisième disque en 1995, 
Le troisième album Shop of Memories sort en février 1995. Pour l'album, plusieurs musiciens ont été mentionnés comme faisant partie de Ten Sharp : Bennie Top à la batterie, Ton Groen à la basse, Nick Bult au clavier, Hubert Heeringa au saxophone, violon et cor et Yelle Sieswerda à la guitare. La sortie de l'album est suivie d'une tournée musicale en 1996, le Marlboro Flashback Tour, au cours duquel le groupe interprète des chansons de groupes tels que Eagles, Steely Dan, Crowded House, Hall and Oates, Electric Light Orchestra, Steve Miller, The Rolling Stones et The Beatles. Au cours de cette tournée, l'album Roots Live est enregistré. Il est sorti le 2 novembre 1996.
Le 13 mai 2000, le groupe sort la compilation Everything and More incluant cinq nouvelles chansons. Les singles Beautiful et Everything ont été extraits de l'album. Beautiful atteint la première place des charts argentins[réf. nécessaire]. En 2003, le groupe sort son quatrième album studio Stay.

### Depuis 2009
En 2009, Ten Sharp enregistre une nouvelle version ainsi qu'une version acoustique de leur single à succès You. Cette dernière est sortie en single en mai de la même année.
En 2013, Marcel Kapteijn sort son premier album en solo, Driftwood.
Le 9 novembre 2016, Ten Sharp est invité à rencontrer le rappeur néerlandais Cho dans l'émission télévisée Ali B op volle toeren. Dans cette émission, Ten Sharp et Cho échangent avec le rappeur maroco-néerlandais Ali B leur approche musicale de leurs chansons Misschien wel hè de Cho et You de Ten Sharp. Le groupe essaye de transposer le rap Misschien wel hè de Cho dans son propre style musical, ce qui donne résulte en la chanson Maybe, qui sort en single en janvier 2017.
Marcel Kapteijn le chanteur de Ten Sharp est également à la tête d'un nouveau groupe : Marcel Kapteijn and the Raindogs, se produisant en novembre 2019 au Koggenhuis à Schardam et en décembre 2019 à la salle Podium 19 à Schardam.
En 2023, Marcel Kapteijn sort son deuxième album solo Wandering Soul. En novembre de la même année, Ten Sharp sort une nouvelle chanson, pour la première fois en néerlandais, intitulée Elke dag, avec des paroles plus intimes et traite de l'amour des parents de Niels Hermes.

## Membres

### Membres actuels
- Marcel Kapteijn – chant (depuis 1982)
- Niels Hermes – piano, claviers (depuis 1982)

### Anciens membres
- Ton Groen – basse (1982–1987)
- Martin Boers – guitare (1982–1987)
- Wil Bouwes – batterie (1982–1987)

## Discographie

### Albums studio
- 1991 : Under the Water-Line (en)
- 1993 : The Fire Inside
- 1995 : Shop of Memories
- 2003 : Stay

### Albums live
- 1996 : Roots Live

### Compilations
- 2000 : Everything and More (Best of)
- 2022 : Their Ultimate Collection
- 2022 : Early Days